# Gregor Högler
Gregor Högler (* 27. Juni 1972 in Wien) ist ein österreichischer Leichtathletik-Trainer und ehemaliger Speerwerfer.

## Karriere
Im Jahr 1995 schied er bei den Weltmeisterschaften in Göteborg in der Qualifikation aus und gewann Silber bei der Universiade.
1997 folgte einem zehnten Platz bei den Weltmeisterschaften in Athen eine Bronzemedaille bei der Universiade. Bei den Europameisterschaften 1998 in Budapest wurde er erneut Zehnter. 1999 errang er erneut Silber bei der Universiade und schied bei den Weltmeisterschaften in Sevilla in der Vorrunde aus.
Bei den Olympischen Spielen 2000 in Sydney und bei den Europameisterschaften 2002 in München scheiterte er in der Qualifikation. Seine internationale Laufbahn beendete er Anfang 2004 in Folge einer Schulterverletzung.
Högler wurde 14-mal nationaler Meister (1993–2003, 2006, 2008, 2010). Am 17. Juli 1999 stellte er in Kapfenberg mit 84,03 m den aktuellen österreichischen Rekord auf.
Gregor Högler startete für den SVS-Leichtathletik in Wien, ist Maschinenbauer mit dem Abschluss Diplomingenieur und betreut als Trainer unter anderem die beiden Diskuswerfer Lukas Weißhaidinger und Gerhard Mayer sowie die Speerwerferinnen Elisabeth Pauer und Victoria Hudson.